# Grindsted
Grindsted este un oraș în Danemarca.